# Dubrovačka regija
Dubrovačka regija je povijesna regija koja se donekle poklapa s Dubrovačko-neretvanskom županijom čije stanovništvo dijeli jezična, kulturna i društvena obilježja. Regija obuhvaća područje bivše Dubrovačke Republike,  kojem je ponekad dodan i otok Korčula,
te zajedno sa Dalmacijom , Slavonijom , Istrom i Središnjom Hrvatskom predstavlja pet povijesnih hrvatskih regija.

## Povijest
Kao dio Ilirskog Kraljevstva s rimskim osvajanjem ovaj prostor je ušao u sastav rimske pokrajine Ilirika, tj. Dalmacije, koja se protezala na većem prostoru današnje Hrvatske i BiH.
Godine 867. Bizant odlučuje stvoriti zasebnu regiju Gornja Dalmacija (lat. Dalmatia Superior), s teritorijem od rijeke Neretve do rijeke Bojane i administrativnim središtem Ragusom, tj. Dubrovnikom, sjedištem lokalne Epidauritanske (Dubrovačke) biskupije, koja je krajem 10. stoljeća uzdignuta na razinu nadbiskupije i metropolije s nadležnosti nad Travunjom, Zahumljem, Dukljom, Bosnom i Srbijom. 
Od 1358. godine Dubrovačka komuna postaje nezavisna, i pod imenom Dubrovačka Republika vlada većim dijelom nekadašnje Gornje Dalmacije 450 godina.
Na svojem području Dubrovčani uvode podjelu zemlje, grade crkve, dvorove i ljetnikovce, donose i provode zakone, čak i davaju imena rtovima, uvalama, naseljima, tako oblikujući običaje mjesnog stanovništva.
Danas se u mnogim izvorima ova regija naziva i Južnom Dalmacijom, iako o njezinoj pripadnosti Dalmaciji postoje suprotstavljena mišljenja.

## Obilježja
Regija je dom mnogih endemskih biljaka, od kojih su najraširenije dubrovačka zečina i mljetski alepski bor, a od životinja iz ove regije potječu dubrovačka ruda (ovca), te dvije vrste pasa, dubrovački gonič, što je najstariji naziv za danas široko poznatog "dalmatinca" i tzv. "maltezer" (canis melitaeus), koji je prema najstarijim antičkim grčkim i rimskim izvorima s Mljeta, a ne s Malte.
U govorima dubrovačke regije prisutni su zatvoreni vokali, što daje karakterističan "štih" riječima kao što su "mala", "Grad" itd.
Tradicionalna dubrovačka imena su kratka, s dugosilaznim naglaskom na prvom slogu, muška završavaju na -o, kao Niko, Luco, Đivo, Maro, a ženska na -e, kao Nike, Luce, Đive, Mare. Postoji i varijanta ženskih imena na -a, koje se međutim čitaju s kratkosilaznim naglaskom - Nika, Pera, Kata, Mara itd. Ovakve karakteristike naslijeđene su od starih Ilira, gdje su bila česta takva imena, npr. Bato, Gento.
Glazbena posebnost je dubrovačka lijerica, instrument kojega se može čuti kod izvedbe plesa Linđo i drugih plesova ovoga kraja.
Sveti Vlaho, zaštitnik svih Dubrovčana, štuje se diljem regije, uključujući i Korčulu, gdje je dugo postojala njegova crkva.

## Stanovništvo
Prema popisu stanovništva iz 2011. godine na području dubrovačke regije živi 71 374 stanovnika, od čega 42 615 u Gradu Dubrovniku. Od ukupnog broja stanovnika regije 66 110 stanovnika ili 93 % su Hrvati.

## Uprava
Unutar Dubrovačke regije nalaze se sljedeći gradovi, odnosno općine:[nedostaje izvor]
- - Grad Dubrovnik
  - Općina Dubrovačko primorje
  - Općina Janjina
  - Općina Konavle
  - Općina Lastovo
  - Općina Mljet
  - Općina Orebić
  - Općina Ston
  - Općina Trpanj
  - Općina Župa dubrovačka

## Gospodarstvo
Iako je danas jedina isplativa gospodarska grana turizam, tradicionalne djelatnosti Dubrovčana obuhvaćaju sve vrste pomorstva, brodogradnju (po kojoj su bili najpoznatiji na Sredozemlju), posredničku trgovinu, kao i poljoprivredu i stočarstvo te proizvodnju soli.

## Zanimljivosti
- Dubrovački i engleski ljetopisci bilježe, da je anglo-normanski kralj Rikard I. Lavljeg Srca došao u Dubrovnik u jesen 1192. godine nakon povratka iz križarskog rata. Upao je u oluju pa se zavjetovao da će izgraditi crkvu na mjestu gdje se spasi. Nasukao se kod Lokruma, ali su ga dubrovačke vlasti uvjerile da sagradi veličanstvenu katedralu Velike Gospe unutar Grada, za što je dao 100.000 dukata. Ta katedrala je uništena u potresu 1667. godine.
- Dubrovačka Republika napravila je 1296. jedan od prvih srednjovjekovnih sustava kanalizacije, koji je i danas u upotrebi.
- Ljekarna u dubrovačkom franjevačkom samostanu koja djeluje od 1317. godine, treća je po starosti u Europi, a najstarija koja i danas radi.
- Prvu karantena u svijetu sagradili su Dubrovčani 1377. godine. Izmislili su ideju karantene, mjesta gdje se na četrdeset dana (zato riječ karantena) odvajaju osobe koje stižu iz krajeva gdje ima zaraznih bolesti dok se ne pokaže, da su zdrave.
- Dubrovnik je donio uredbu o ukidanju ropstva i zabrani prijevoza robova 27. siječnja 1416. godine, što je prva zabrana ropstva u Europi.
- Sirotište koje je osnovano u sklopu samostana sv. Klare, 1432. godine je jedno od prvih takvih ustanova u svijetu.
- Prilikom gradnje kule Minčete 1464. godine, nedostajalo je kamena, pa je naređeno, da svatko tko dolazi u Dubrovnik iz smjera Gruža ili Ploča mora sa sobom donijeti kamen u skladu sa svojom tjelesnom građom.
- Arboretum Trsteno u blizini Dubrovnika, osnovan je u 1498. godine i najstariji je arboretum na svijetu. Najstarije dvije platane imaju oko 400 godina.
- Dubrovački pomorski zakon o osiguranju ("Ordo super assecuratoribus", 1568.) najstariji je takav zakon na svijetu.
- Dubrovački statut sadrži tzv. Pomorski zakon, koji je najstariji takav dokument na svijetu. U njemu među ostalim stoji: "Svaki rob ukrcan na dubrovački brod ima se smatrati slobodnim čovjekom."
- Pomorska flota Dubrovačke Republike u 16. stoljeću imala je oko 40000 pomoraca i više od 180 velikih brodova čime je bila među najvećima na Sredozemlju.
- U djelima Williama Shakespearea, "Mletački trgovac" i "Ukroćena goropadnica" javlja se termin "argosy" koji znači "dubrovačka lađa", nastao u Engleskoj zbog divljenja lučkih radnika pri ulasku takvih velikih bogatih trgovačkih brodova u luku.
- Dubrovačka Republika prva je, još 1783. godine, država u svijetu, koja je priznala Sjedinjene Američke Države.
- Ljudevit Gaj i Ivan Mažuranić boravili su u Dubrovniku 25 dana 1841. godine. Gaj ga je nazvao "ilirski Parnas". Kasnije su Gaj i ilirci izabrali gramatiku jezika u djelima Ivana Gundulića i kasnijih dubrovačkih pisaca, za standardni hrvatski jezik, a Ivan Mažuranić je nadopisao izgubljena pjevanja Gundulićeva epa Osmana.
- Dubrovačka rijeka Ombla sa svojim vodotokom od 30 m dužine najkraća je europska, te jedna od najkraćih svjetskih rijeka.

## Također vidi
- Dubrovnik
- Dubrovačko-neretvanska županija
- Dubrovačka Republika

## Vanjske poveznice
* http://www.omh.hr/default.aspx?id=66 '''Nacionalna udruga obiteljskih i malih hotela - Dubrovačka regija'''

* http://free-du.t-com.hr/dubrovnikportal/ '''Dubrovačka regionalna inicijativa'''

* http://www.croatianhistory.net/etf/et111.html '''Dubrovnik, Konavle, Boka kotorska'''